# Ramusella alata
Ramusella alata är en kvalsterart som först beskrevs av Sandór Mahunka 1997.  Ramusella alata ingår i släktet Ramusella och familjen Oppiidae. Inga underarter finns listade i Catalogue of Life.